# لفرشات (العزيزات الجنوبية)
لفرشات هو دُوَّار يقع بجماعة أولاد غانم، إقليم الجديدة، جهة الدار البيضاء سطات في المملكة المغربية. ينتمي الدوّار لمشيخة العزيزات الجنوبية التي تضم 13 دوار. يقدر عدد سكانه بـ 678 نسمة حسب الإحصاء الرسمي للسكان والسكنى لسنة 2004.

## روابط خارجية
- البوابة الوطنية للجماعات الترابية نسخة محفوظة 12 مارس 2018 على موقع واي باك مشين.
- المندوبية السامية للتخطيط